# Gibbula deversa
Gibbula deversa is een slakkensoort uit de familie van de Trochidae. De wetenschappelijke naam van de soort is voor het eerst geldig gepubliceerd in 1916 door Milaschewitsch.